# Crist Rei del Vernet

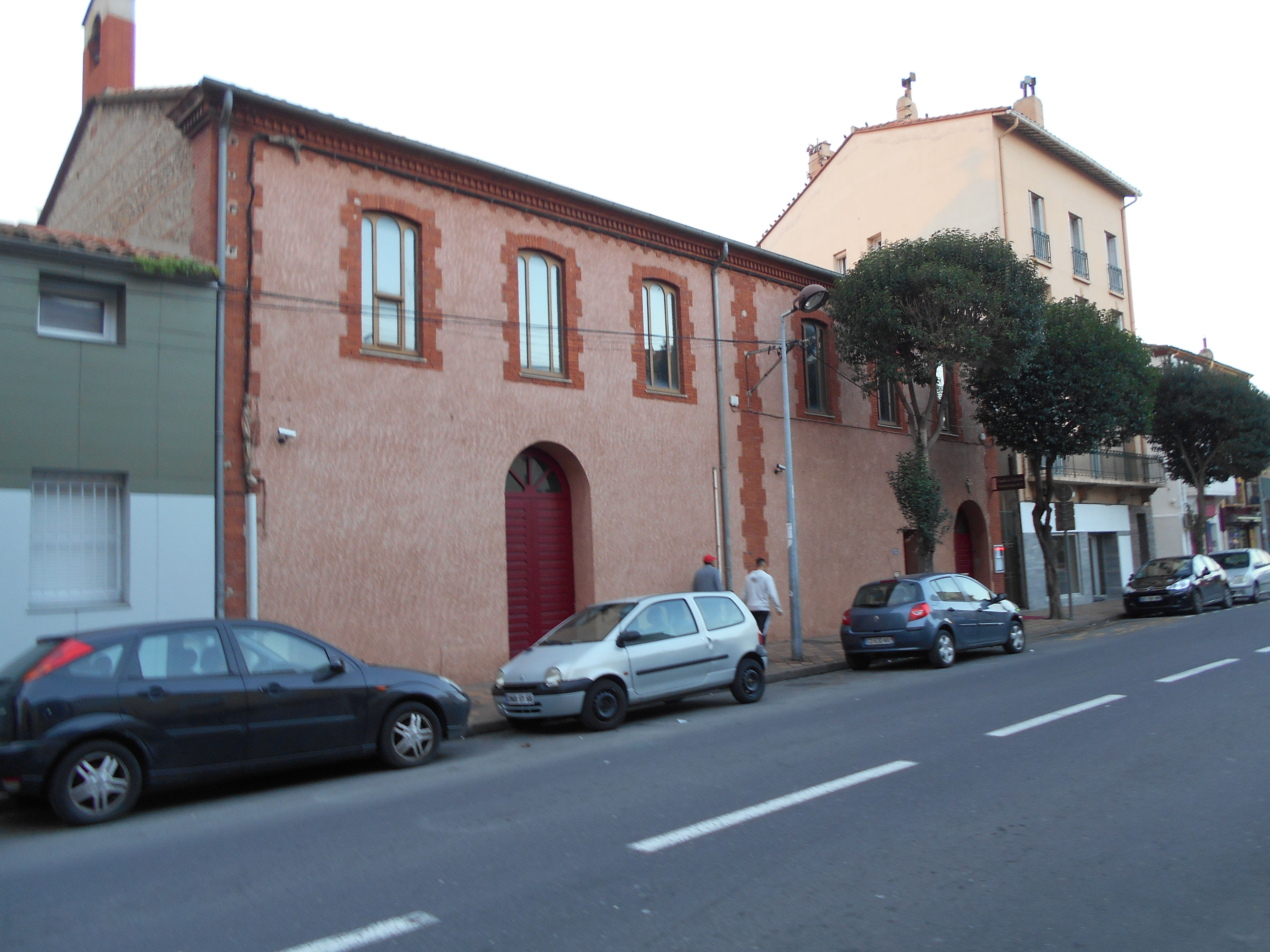
Façana de llevant, des del sud

Crist Rei del Vernet és la Capella del priorat de Crist Rei de la ciutat de Perpinyà, a la comarca del Rosselló, de la Catalunya del Nord. És en el barri del Vernet.
És a la zona del Vernet Mitjà, en el número 113 de l'avinguda del Mariscal Joffre, al costat septentrional de la capella de Santa Clara, situada en el número 107 de la mateix avinguda, i a prop, a l'altra banda del carrer i una mica més al sud, de la capella del Bon Pastor.
Pertany a la Fraternitat Sacerdotal Sant Pius X, incardinat dins del districte de França d'aquesta fraternitat fundada el 1970 per Monsenyor Marcel Lefebvre, considerada una de les més conservadores de l'església catòlica.